# إيزيدور سينجر
إيزيدور سينجر (بالألمانية: Isidore Singer)‏ هو كاتب نمساوي، ولد في 10 نوفمبر 1859 في Hranice (Přerov District) ‏ في التشيك، وتوفي في 20 فبراير 1939 في نيويورك في الولايات المتحدة.